# Índice Planeta Vivo

Índice Planeta Vivo Global de 1970 a 2018 (En inglés)

El Índice Planeta Vivo (IPV) es un indicador del estado de la diversidad biológica mundial, basado en las tendencias de las poblaciones de vertebrados de especies de todo el mundo. La Sociedad Zoológica de Londres (ZSL) gestiona el índice en cooperación con el Fondo Mundial para la Naturaleza (WWF).
A partir de 2022, el índice se crea estadísticamente a partir de estudios de revistas, bases de datos en línea e informes gubernamentales para 31.821 poblaciones de 5.230 especies de mamíferos, aves, reptiles, anfibios y peces.

## Resultados
Según el informe 2022, las poblaciones de fauna silvestre monitorizadas disminuyeron un 69% de media entre 1970 y 2018, lo que sugiere que los ecosistemas naturales se están degradando a un ritmo sin precedentes en la historia de la humanidad La magnitud de los descensos varía según la región geográfica, y las poblaciones de vertebrados monitorizadas en América Latina y el Caribe experimentan descensos medios del 94%. Se ha identificado que uno de los principales impulsores de las disminuciones es el cambio en el uso de la tierra y la pérdida de hábitat y degradación asociadas, a menudo vinculadas a la agricultura insostenible, la tala u otros desarrollos.

### Cálculo
La Living Planet Database (LPD) está disponible en línea desde 2013, y es mantenida por ZSL desde 2016. La LPD contiene más de 30.000 tendencias poblacionales para más de 5.200 especies de peces, anfibios, reptiles, aves y mamíferos.
El IPV mundial se calcula a partir de estas series temporales de población, que se recopilan de diversas fuentes como revistas, bases de datos en línea e informes gubernamentales.
Se utiliza un marco de modelización aditiva generalizada para determinar la tendencia subyacente en cada serie temporal de población. Se calculan las tasas medias de cambio y se agregan a nivel de especie.
Cada tendencia de las especies se agrega para producir un índice para los sistemas terrestre, marino y de agua dulce. Este proceso utiliza un método de media ponderada que da más peso a los grupos más grandes (más ricos en especies) dentro de un ámbito biogeográfico. Esto se hace para contrarrestar la desigual distribución espacial y taxonómica de los datos en el LPD. Los tres índices del sistema se promedian para obtener el IPV global.

### Críticas
Se ha señalado como limitación el hecho de que "todas las disminuciones en el tamaño de la población, independientemente de si acercan a una población a la extinción, se contabilizan por igual".
En 2005, los autores de la WWF identificaron que los datos de población eran potencialmente poco representativos. A partir de 2009, se encontró que la base de datos contenía demasiados datos de aves y lagunas en la cobertura de la población de especies tropicales, aunque mostraba "poca evidencia de sesgo hacia las especies amenazadas". El informe de 2016 fue criticado por un profesor de la Universidad de Duke por representar en exceso a Europa occidental, donde se disponía de más datos. En declaraciones a National Geographic, criticó el intento de combinar datos de diferentes regiones y ecosistemas en una sola cifra, argumentando que este tipo de informes probablemente están motivados por el deseo de llamar la atención y recaudar dinero.
Una investigación de 2017 sobre el índice realizada por miembros del equipo de ZSL y publicada en PLOS One halló descensos mayores de lo que se había estimado, e indicios de que en zonas donde se dispone de menos datos, las especies podrían estar disminuyendo más rápidamente.
En 2020, un nuevo análisis de los datos de referencia realizado por la Universidad McGill mostró que la tendencia general estimada de un declive del 60 % desde 1970 estaba impulsada por menos del 3 % de las poblaciones estudiadas; cuando se eliminan algunos valores atípicos de declive extremo, el declive sigue existiendo, pero es considerablemente menos catastrófico, y cuando se eliminan más valores atípicos (que ascienden aproximadamente al 2,4 % de las poblaciones), la tendencia cambia a la de un declive entre las décadas de 1980 y 2000, pero una tendencia aproximadamente positiva después de 2000. Esta extrema sensibilidad a los valores atípicos indica que el enfoque actual del Índice Planeta Vivo puede ser erróneo.

## Publicación
El índice fue desarrollado originalmente en 1997 por el Fondo Mundial para la Naturaleza (WWF) en colaboración con el Centro de Monitoreo de la Conservación del Ambiente (PNUMA-WCMC), la rama de evaluación de la biodiversidad y aplicación de políticas del Programa de las Naciones Unidas para el Medio Ambiente. WWF publicó por primera vez el índice en 1998. Desde 2006, la Sociedad Zoológica de Londres (ZSL) gestiona el índice en colaboración con WWF.
Los resultados se presentan cada dos años en el Living Planet Report de WWF y en publicaciones como la Evaluación de los Ecosistemas del Milenio y la Perspectiva Mundial sobre la Biodiversidad de las Naciones Unidas. En la actualidad se elaboran informes nacionales y regionales centrados en cuestiones relevantes a menor escala. La última edición del Living Planet Report se publicó en octubre de 2022.

## Cobertura
El índice suele malinterpretarse en los medios de comunicación, con sugerencias incorrectas de que muestra que hemos perdido el 69% de todos los animales o especies desde 1970. Esta interpretación errónea generalizada ha llevado a la publicación de varios artículos que detallan lo que el IPV muestra y no muestra, y cómo interpretar correctamente la tendencia.

## Convenio sobre la Diversidad Biológica
En abril de 2002, y de nuevo en 2006, en el Convenio sobre la Diversidad Biológica (CDB), 188 naciones se comprometieron a tomar medidas para: "... lograr, para 2010, una reducción significativa del ritmo actual de pérdida de biodiversidad a escala mundial, regional y nacional...".
El IPV desempeñó un papel fundamental en la medición del progreso hacia el objetivo del CDB para 2010. También ha sido adoptado por el CDB como indicador de progreso hacia sus metas 5, 6 y 12 del Protocolo de Nagoya 2011-2020 (parte de las Convenio sobre la Diversidad Biológica).
Informando el plan estratégico CBD 2020, la Unidad de Indicadores y Evaluaciones de ZSL se ocupa de asegurar que se implementen los métodos más rigurosos y robustos para la medición de crecimiento poblacional, ampliar la cobertura del IPV para representar más ampliamente la biodiversidad y desagregar el índice de manera significativa (como evaluar los cambios en explotados o especies invasoras).

## Más información
- WWF (2022) "Informe Planeta Vivo 2022 - Construir una sociedad positiva para la naturaleza". Almond, R.E.A., Grooten, M., Juffe Bignoli, D. & Petersen, T. (Eds). WWF, Gland, Suiza.
- Westveer, J, Freeman, R., McRae, L., Marconi, V., Almond, R.E.A, y Grooten, M. (2022) "A Deep Dive into the Living Planet Index: Un informe técnico". WWF, Gland, Suiza.